# 環紋蓑鮋
環紋蓑鮋（学名：Pterois lunulata）为鮋科蓑鮋屬下的一个种，又名龍鬚蓑鮋，為熱帶海水魚，分布於印度太平洋模里西斯至日本南部海域，體長可達35公分，棲息在泥底質或岩石底質底層水域，以魚類及甲殼類為食，具有毒性，可作為觀賞魚。俗名獅子魚、長獅、魔鬼、國公、石狗敢、虎魚、雞公、紅虎。